# AS Dakar Sacré-Cœur
Association Sportive Dakar Sacré-Cœur là một câu lạc bộ bóng đá Sénégal có trụ sở tại Dakar, Sénégal.

## Lịch sử
AS Dakar Sacré-Cœur được thành lập vào năm 2005, với đội chuyên nghiệp bắt đầu hoạt động vào tháng 10 năm 2010. Đội là đối tác của câu lạc bộ Pháp Olympique Lyonnais. Họ có một đội bóng nam thi đấu ở Giải bóng đá Ngoại hạng Sénégal và 1 đội nữ thi đấu ở hạng 1 của bóng đá Sénégal, cùng 1 trung tâm đào tạo với hơn 65 cầu thủ trẻ. Bên cạnh đó, họ cũng liên kết với một trung tâm bóng đá có hơn 1.800 trẻ em.

## Màu áo đấu
Áo đấu của đội có màu xanh và trắng.

## Đội hình hiện tại
Tính đến 2 tháng 1 năm 2023
Ghi chú: Quốc kỳ chỉ đội tuyển quốc gia được xác định rõ trong điều lệ tư cách FIFA. Các cầu thủ có thể giữ hơn một quốc tịch ngoài FIFA.
| Số | VT | Quốc gia | Cầu thủ         |
| -- | -- | -------- | --------------- |
| 6  | TV | Sénégal  | Ibrahima Mané   |
| 15 | HV | Sénégal  | Cheikh Koné     |
| 20 | TĐ | Sénégal  | Abdourahmane Ba |
| 20 | TĐ | Gabon    | Yannick Nzoghe  |
| —  | TM | Sénégal  | Lamine Ba       |
| —  | TM | Sénégal  | Pape Dieng      |
| —  | TM | Sénégal  | El Hadji Gueye  |
| —  | HV | Sénégal  | Adama Wade      |
| —  | HV | Sénégal  | Malick Kandji   |
| —  | HV | Sénégal  | Abdoulaye Diouf |
| —  | HV | Sénégal  | Mbaye Ndiaye    |